# Basket Zaragoza 2013-2014
Questa voce raccoglie le informazioni riguardanti il Basket Zaragoza 2002 nelle competizioni ufficiali della stagione 2013-2014.

## Stagione
La stagione 2013-2014 del Basket Zaragoza 2002 è la 5ª nel massimo campionato spagnolo di pallacanestro, la Liga ACB.

## Roster
Aggiornato al 14 novembre 2024.
| CAI Zaragoza 2013-14 | CAI Zaragoza 2013-14 |
| Giocatori            | Staff tecnico        |
| -------------------- | -------------------- |

| N. | Naz.                                        | Ruolo | Nome               | Anno | Alt.   | Peso   |  |
| -- | ------------------------------------------- | ----- | ------------------ | ---- | ------ | ------ |  |
| 5  | Stati Uniti (bandiera)                      | C     | Joseph Jones       | 1986 | 204 cm | 124 kg |  |
| 6  | Stati Uniti (bandiera)                      | G     | Michael Roll       | 1987 | 197 cm | 90 kg  |  |
| 7  | Spagna (bandiera)                           | P     | Sergi García       | 1997 | 192 cm | 78 kg  |  |
| 9  | Islanda (bandiera)                          | G     | Jón Stefánsson     | 1982 | 193 cm | 90 kg  |  |
| 10 | Croazia (bandiera)                          | AG    | Damjan Rudež       | 1986 | 205 cm | 100 kg |  |
| 11 | Spagna (bandiera)                           | G     | Álex Urtasun       | 1984 | 195 cm | 91 kg  |  |
| 11 | Nigeria (bandiera)                          | C     | Chinemelu Elonu    | 1987 | 207 cm | 107 kg |  |
| 12 | Spagna (bandiera)                           | P     | Pedro Llompart     | 1982 | 187 cm | 84 kg  |  |
| 13 | Georgia (bandiera)                          | AG    | Vikt'or Sanik'idze | 1986 | 203 cm | 100 kg |  |
| 17 | Spagna (bandiera)                           | P     | Javier Marín       | 1994 | 194 cm | 87 kg  |  |
| 18 | Ungheria (bandiera)                         | C     | László Dobos       | 1993 | 219 cm |        |  |
| 19 | Georgia (bandiera)                          | C     | Giorgi Shermadini  | 1989 | 217 cm | 120 kg |  |
| 21 | Spagna (bandiera)                           | AP    | Pere Tomàs         | 1989 | 200 cm | 90 kg  |  |
| 25 | Paesi Bassi (bandiera)                      | C     | Henk Norel         | 1987 | 212 cm | 104 kg |  |
| 30 | RD del Congo (bandiera) · Belgio (bandiera) | P     | Jonathan Tabu      | 1985 | 190 cm | 85 kg  |  |
| 31 | Spagna (bandiera)                           | C     | Albert Fontet (C)  | 1986 | 213 cm |        |  |
| 34 | Stati Uniti (bandiera)                      | AC    | Ben McCauley       | 1986 | 206 cm | 107 kg |  |
| -  | Senegal (bandiera)                          | C     | Madiop Ndiaye      | 1995 | 204 cm |        |  |

| Allenatore                                                                           |
| - José Luis Abós                                                                     |
| Assistente/i                                                                         |
| - Pedro Carrillo - Joaquín Ruiz Legenda - (C) Capitano - (IN) Inattivo - Infortunato |

## Mercato

### Sessione estiva
| Acquisti | Acquisti           | Acquisti          | Acquisti   | Acquisti |
| R.a      | Nome               | da                | Modalità   |          |
| -------- | ------------------ | ----------------- | ---------- | -------- |
| P        | Jonathan Tabu      | Pall. Cantù       | svincolato |          |
| AP       | Pere Tomàs         | Joventut Badalona | svincolato |          |
| AG       | Vikt'or Sanik'idze | Mens Sana Siena   | svincolato |          |
| C        | Joseph Jones       | Cang. de Santurce | svincolato |          |
| C        | Giorgi Shermadini  | Olympiakos        | svincolato |          |

| Cessioni | Cessioni           | Cessioni          | Cessioni       | Cessioni |
| R.       | Nome               | a                 | Modalità       |          |
| -------- | ------------------ | ----------------- | -------------- | -------- |
| P        | Sam Van Rossom     | Valencia          | fine contratto |          |
| AP       | Chad Toppert       | Artland Dragons   | fine contratto |          |
| A        | Adrián García      | Fuenlabrada B     | fine contratto |          |
| AG       | Pablo Aguilar      | Valencia          | fine contratto |          |
| AC       | Marcos Portález    | Araberri          | fine contratto |          |
| C        | Vladimir Golubović | TED Ankara        | fine contratto |          |
| C        | Joseph Jones       | Cang. de Santurce | fine contratto |          |

### Dopo l'inizio della stagione
| Acquisti | Acquisti        | Acquisti    | Acquisti         | Acquisti   |
| R.       | Nome            | da          | Data             | Modalità   |
| -------- | --------------- | ----------- | ---------------- | ---------- |
| G        | Álex Urtasun    | Navarra     | 16 dicembre 2013 | svincolato |
| AC       | Ben McCauley    | Donec'k     | 24 marzo 2014    | svincolato |
| C        | Chinemelu Elonu | Tofaş Bursa | 19 maggio 2014   | svincolato |

| Cessioni | Cessioni          | Cessioni   | Cessioni         | Cessioni       |
| R.       | Nome              | a          | Data             | Modalità       |
| -------- | ----------------- | ---------- | ---------------- | -------------- |
| C        | László Dobos      | Clavijo    | 18 gennaio 2014  | prestito       |
| G        | Álex Urtasun      | Free agent | 31 gennaio 2014  | fine contratto |
| C        | Giorgi Shermadini | Olympiakos | 25 febbraio 2014 | rescissione    |
| AC       | Ben McCauley      | Free agent | 6 maggio 2014    | rescissione    |